# Mainero (municipalité)
La municipalité de Mainero est l'une des 43 municipalités de l'État de Tamaulipas, et est située dans la partie centrale de cet État. Située à l'ouest du golfe du Mexique, elle prend appui à l'ouest sur la chaîne de montagnes de la Sierra Madre orientale, et est limitrophe au nord et à l'ouest de l'État de Nuevo León. Elle appartient majoritairement au bassin versant du fleuve Río Soto La Marina, ainsi que minoritairement à celui du fleuve San Fernando, qui se jettent dans le golfe du Mexique. Son chef-lieu est la localité de Villa Mainero. Elle dépend de la région Centro, qui est une des 6 subdivisions administratives de l'État de Tamaulipas.

## Géographie
La municipalité de Mainero s'étend du sud-ouest au nord-est dans une zone de plaines et de collines, en prenant appui à au sud-ouest sur le massif montagneux de la Gran Sierra Plegada, qui fait partie de la chaîne de montagnes plus vaste de la Sierra Madre orientale. Son altitude oscille entre 200 et 2000 mètres. Elle se trouve à cheval entre deux bassins versants, celui du fleuve Soto la Marina au sud, avec notamment la rivière Río Pilón, et celui du fleuve San Fernando au nord. Son chef-lieu, la localité de Villa Mainero, se trouve dans la partie sud-ouest de son territoire, à une altitude de 450 mètres. Son territoire couvre une superficie de 462,07 km², et était peuplé en 2020 de 2048 habitants.
Cette municipalité fait partie de la région Centro, qui est une des 6 subdivisions administratives de l'État de Tamaulipas, et regroupe les municipalités d'Abasolo, Güemez, Hidalgo, Jiménez, Llera, Mainero, Padilla, San Carlos, San Nicolás, Soto la Marina, Victoria, Casas et Villagrán.
Elle est limitrophe au nord, dans l'État de Nuevo León, de la municipalité de Linares, et à l'ouest de celles de Nuevo León et de Aramberri, puis au sud et à l'est de celle de Villagrán, dans l'État de Tamaulipas.

## Composition et démographie
La municipalité était composée en 2010 de 83 localités.
| Localité        | Population |
| --------------- | ---------- |
| Magueyes        | 491        |
| Villa Mainero   | 360        |
| Emiliano Zapata | 204        |
| Las Puentes     | 225        |

En plus de l'espagnol, plusieurs langues amérindiennes sont parlées dans la municipalité, dont les principales sont par ordre d'importance : le nahuatl.

## Histoire
La localité de Villa Mainero s'est d'abord appelée Congregación Potreritos et avant la Révolution mexicaine, faisait partie d'un domaine privé. Ce n'est qu'en 1924 que fut créée la municipalité de Mainero, à partir d'une part du territoire de celle de Villagrán.